# 迷霧之子
《迷霧之子》（英語：Mistborn）是一系列史詩奇幻長篇小說，作者為布蘭登·山德森，主要由托爾奇幻出版。首部曲共三本作品，包括《最後帝國》、《昇華之井》及《永世英雄》；次部曲共四本作品，主要是關於《永世英雄》300年之後的世界，包括《執法鎔金》、《執法鎔金：自影》、《執法鎔金：悼環》及《執法鎔金：謎金》，  同時，它隸屬於一個更大的系列──寰宇系列。作者預計將迷霧之子分成四大紀元，第一紀元為最後帝國時期，分為三部曲。第二紀元在三百年後，執法鎔金時期，分為四部曲。第三紀元類似1980年代風格。第四紀元是星際旅行時代。

## 故事簡介
這是個英雄殞落，邪惡籠罩的世界，再不見光明與顏色。
入夜後，迷霧四起，誰也不曉得，藏身在白茫霧色之後的，會是什麼……
千年前，善惡雙方決戰，良善一方的英雄歷經千辛萬苦，終於抵達傳說中的「昇華之井」，準備和黑暗勢力一決生死。可是，命運女神沒有站在良善這方。
最後，邪惡擊潰英雄，一統天下，並自稱「統御主」，同時建立「最後帝國」，號稱千秋萬代、永不崩塌。至此，世界隨之變遷，從此綠色不再，所有植物都轉為褐黃，天空永遠陰霾，不間斷地下著灰燼，彷彿是浩劫過後的殘破荒地。入夜之後，濃霧四起，籠罩大地。
統御主如神一般無敵，以絕對的權力和極端的高壓恐怖統治著最後帝國。他更以凶殘的手段鎮壓平民百姓，不分國籍種族通通打為奴隸階級，通稱「司卡」。司卡人活在無止盡的悲慘和恐懼之中，千年來的奴役讓他們早已沒有希望，沒有任何過去的記憶。 
如今，一線生機浮現。一群司卡混血－紋與凱西爾等人，卻天賦異稟，即將編織一場前所未有的騙局，進行一項絕不可能成功的計畫，只為了獲得最糟糕的代價──勝利……

## 劇情真相
很久很久以前，這個世界上存在著兩個神：「滅絕」及「存留」。
這兩個神祇勢均力敵，誰也無法消滅誰，在它們的意志之下許許多多的生物被創造了出來，但這些生命只能純粹的屬於滅絕或存留。
某天，存留想試著製造一種可以依靠自己的意志選擇存或滅的物種。然而牠需要滅絕的力量才能完成，因此約定好由存留製造出「人類」，代價是滅絕擁有最終毀滅他們的權利。
然而存留不願意讓人類被消滅，因此偷偷的用陷阱把滅絕的力量打散、並束縛祂的意志在昇華之井；作為代價，存留的意識耗盡幾乎消滅，力量則失去控制化為迷霧散在人世間。
滅絕當然不甘心，因此一邊在井中累積力量，一邊誘導原本屬於存留的迷霧力量籠罩大地殺死農作物，同時竄改泰瑞司人的傳說，打算誘騙被拱為英雄的艾蘭迪前來解放祂。
此時，名為關的泰瑞司哲人發現了事有蹊翹。然而英雄已經是眾望所歸，他只好私下安排人阻止這趟旅途。最後，關的年輕姪子拉剎克殺死了英雄，汲取了井的力量，打算用來逆轉被滅絕殘害的世界。
然而拉剎克雖然擁有移動星系、任意改變地貌、甚至彈指間將世界上所有生命的物理結構改造的龐大力量，但是在缺乏正確的知識下，使的世界雖能苟延殘喘卻也面目全非。同時，他也從此暴露在滅絕的永不鬆懈的監視之下。井中力量終於耗盡後，然而這只是延後了毀滅的時間而已。
靠著驚人的意志與狡猾，拉剎克推敲出滅絕對於天金有極度的渴求，決定在神的眼皮底下偷天換日。同時，他為了防止自己失敗以及人類的延續，制定了一個又一個複雜精密的備用計畫與退路；為了使他的命令能徹底的執行，他自號為統御主，征服世界，殲滅了所有的宗教，創制了一個能百分百達成他目標的政府體系，並且靜靜的守護著井的力量回復。
直到紋殺死他，並且釋放了滅絕...

## 登場角色

### 迷霧之子三部曲的登場角色
紋
紋是故事中的主角之一，自小便是司卡盜賊集團中的一員，靠偷盜貴族的財物為生，反應和行動都十分敏捷。
從小就被瑞恩教導絕對不要信任人，也一再地被人背叛。但當她接觸到凱西爾這群互相信任的伙伴時，
她舊有的價值觀也逐漸地崩解，由懷疑、猜忌、逐漸轉變為接納、信任。
後來被凱西爾發現並培訓成為帝國中最強大的迷霧之子之一，並擔任反抗軍中的重要職位，成功殺死了統御主。
在《迷霧之子：昇華之井》中與依藍德結婚，成為其妻子。
被眾人認為是世紀英雄。被司卡稱為倖存者貴女，倖存者繼承人。
在時刻沼澤取下紋的耳針、擺脫了滅絕的影響，並藉由迷霧獲得存留的力量。幻化成存留，最後與滅絕同歸於盡。

凱西爾
海司辛倖存者。暱稱阿凱。
外表是個金髮、身材高瘦的35歲英俊男子。
凱西爾建立了司卡反抗軍，是反抗軍的領袖，卻在過程中被統御主以矛刺死。
以前曾被統御主送到海司辛深坑中受盡折磨，且失去了妻子梅兒，卻也因此綻裂，逃了出來。
他是一位迷霧之子，亦是紋的老師，不僅教她鎔金術的技巧，更使紋懂得了信任與友誼。
他的個性很幽默，總是帶著微笑和樂觀的態度面對事情，但或許有時有勇無謀。
他的勇敢、瘋狂和總是微笑的態度，使得集團更能堅持下去。他發誓他要創造一個花朵重返的世界，完成妻子梅兒的遺願。
擁有被紋驚嘆的絕妙鋼推與鐵拉技術，在拚命打倒一名審判者後，由統御主親手殺死。但這是他計畫中的一部分，好讓坎德拉歐瑟使用他的屍體製造復活的假象，以提振司卡反抗軍的士氣並使其信仰者更加堅定。

統御主
原名拉剎克,他痛恨關於克雷尼恩的一切。
他是最後帝國的統治者，以絕對的權力和極端的高壓統治著最後帝國，以凶殘的手段鎮壓平民百姓，創造了克羅司、 審判者和坎得拉。
原是艾蘭迪的泰瑞司僕人，出於自私的目的殺了艾蘭迪，並將昇華之井的力量佔位己有，卻因此免除了世界毀滅的結果。
儘管拉剎克的初衷是自私的，但他之後的所作所為卻都是試圖保護人類，避免昇華之井中的滅絕被釋放（存留的意識囚禁它）。
但統御主也知道滅絕能夠操弄文字、改變歷史、控制某些人的思想行動，預料到自己極有可能會被滅絕所引導的人給殺死，因此他事先為自己死後、世界末日到來做了種種準備，包括建立五個儲藏所，以及將滅絕重獲力量所必須的天金藏匿起來。
在最後帝國最後被紋殺死。

艾蘭迪
原本是一個出身貧困的下人，關稱他:「出身低下，卻有著不俗的帝王之姿」。在拉剎克昇華之前，他曾經征服了世界。
被泰瑞司哲人關視為是世紀英雄。
在前往昇華之井的途中被挑夫拉剎克殺死並取代其位置。

關
泰瑞司哲人，世界引領者，宣告者。
是他發現艾蘭迪與期待經裡描述的英雄驚人的符合，他努力的說服其他的哲人相信他，並宣告艾蘭迪為世紀英雄。
然而，由於他的特殊的記憶力，他發現記錄所有的泰瑞司預言在不知不覺中被改變,從以誤導他認為艾蘭迪就是世紀英雄。
因為艾蘭迪已不願和關說話。
他指派他的侄子拉剎克作為帶領艾蘭迪通過泰瑞司山脈的導遊之一，並命令拉剎克不惜一切手段阻撓他的旅程。
這也是後來為什麼拉剎克會殺了艾蘭迪，取代他而成為統御主。
依藍德
暱稱阿依或依藍。一位理想主義的叛逆青年貴族，有著遠大、高尚的政治理想。
生於陸沙德最富有的貴族家庭泛圖爾一族，自少養尊處優，豐衣足食。
但當最終帝國瓦解他成為領導者之後，才發現理想與現實的差異。
後來他不得不成為他以前極欲推翻的領導者，不得不採取他以前深感不齒的政治手段，卻也因此感到徬徨。
他是紋的丈夫，十分相信紋。
在《迷霧之子：昇華之井》結尾時被霧靈（存留）重傷，霧靈引導紋讓依藍德在昇華之井吃下了Larasium，獲得了鎔金術的能力，成為了迷霧之子。
在結局裡，依藍德帶領著能夠燃燒天金的迷霧人與滅絕所引導的部隊（克羅司）進行戰鬥，並在最後被受滅絕控制的沼澤以斧頭砍死。
沙賽德
暱稱阿沙。
沙賽德是一名泰瑞司守護者，以研究宗教為主。違背他的族人，加入凱西爾的反抗軍團隊。
在《迷霧之子：永世英雄》中成為了依藍德的首席大使。
他的愛人廷朵在圍困陸沙德死亡後，沙賽德開始懷疑宗教，但他發現宗教救不了任何人--尤其救不了他。
一直傳揚的宣教，竟沒有一個能安慰他失去愛人的心。試圖找回他的信仰。
在迷霧之子:永世英雄的最後，吸取了滅絕和存留雙方的力量，合而為一，成為神，在迷霧之子番外篇:執法鎔金被稱為和諧。
他所記憶的一切各種已消失的宗教知識，不僅是不存在的神跟矛盾的教條，而包括許多重大卻容易忽略的真相，而沙賽德運用這些知識重塑並恢復世界真正的樣貌。
他因應凱西爾要求在最後治癒鬼影因拯救人民而受到的嚴重燒傷以及過度燃燒錫造成的傷害，且讓鬼影成為迷霧之子。
他才是真正的世紀英雄。

哈姆
原名哈姆德，是燃燒白鑞的打手（或稱白鑞臂）。
像大多數打手一樣，哈姆是一個肌肉發達的男子，他就像一個士兵。
雖然哈姆的外表符合暴徒的標準，但他的個性並不粗暴。
他是善良和謙虛的人，在集團裡是個喜歡談論涉及深刻的哲學辯論的思想家，同時也很愛和微風鬥嘴。
曾擔任司卡軍隊的首領，厭倦穿制服。
他最喜歡的服裝是無袖背心，但他補充說，在冬天最冷的部分輕襯衫。
為了保護家人而被迫與他們分開。

微風
姓拉德利安，是燃燒黃銅的安撫者。常和哈姆爭論鬥嘴，有時候有點自私，喜歡操弄、嘲笑別人，但是內心裡卻是善良的，只是他一直很努力要隱藏這點。
微風從小出身在優渥的貴族家庭，只可惜家道中落，不得不成為司卡盜賊，這點在書中曾被紋評價道:「雖然屬於盜賊集團，但卻比任何貴族還像貴族。」
在第一集中，微風協助盜賊集團首領凱西爾推翻最後帝國，事成後，雖然對依藍德保有一些疑慮以及個人情緒，但最後還是加入他的政府，協助建立新帝國。
在第二集，微風一開始做為依藍德的間諜潛入灰侯．賽特的領土，期間意外和賽特的女兒勾搭上，在聽說陸沙德被老奸巨猾的老泛圖爾圍城時，以天金引誘賽特揮軍北上攻打陸沙德，企圖達成三方的僵局關係，但之後也因間諜工作暴露而不得不逃回陸沙德。
之後微風協助陸沙德的防衛工作，儘管之後還是被克羅斯軍團無情的攻破，微風也被一隻克羅斯砍傷，只能像個懦夫般的拋下自己該指揮的軍隊，躲入小巷中。陸沙德圍城戰之後，微風活了下來，在城牆上親眼目睹了紋指揮的克羅斯軍隊如暴風橫掃落葉般的摧毀史  特拉夫·泛圖爾的軍隊。

多克森
暱稱老多。是集團中和凱西爾認識最久的人。
不是鎔金術師，卻維持著集團的運作。
當凱西爾從海司辛深坑逃出後，將梅兒的花朵圖片交給凱西爾。讓整個集團為之奮鬥。
曾是農莊司卡，在心愛的女人被貴族所殺後，逃離了農莊，卻也因此痛恨貴族，且與依藍德不和。
一開始並不相信倖存者教派，後來卻也漸漸相信凱西爾在保佑著大家。
在陸沙德圍城戰中被殺死。

沼澤
凱西爾的兄長。是燃燒青銅的搜尋者。
為了推翻最後帝國遣入鋼鐵教廷當間諜，成為了鋼鐵審判者，對凱西爾過於衝動的想法感到不悅，起初不答應加入推翻帝國  的行列，但最後還是加入了。
受到滅絕的控制，但最後以自己的意識扯下紋的耳針，讓紋不受滅絕影響。
在執法鎔金中亦有出現。
鬼影
是燃燒錫的錫眼。他曾說，燃燒錫不是能聽到什麼，而是能忽略什麼。
原名雷斯提波恩，街頭俚語留是地播人意為「我被遺棄了」。起初進集團時常說著街頭俚語，製造成員間的笑話（見《最後帝國》P.452）。
因為凱西爾認為雷斯提波恩這個名字太拗口，為他起了鬼影一名。他也非常崇拜凱西爾。
心地善良，一開始不多話，是個容易被忽略的人，肯為了人民著想，在迷霧之子:永世英雄中因過度燃燒錫而造成傷害也成為錫能者。
由滅絕以血金術的力量獲得白鑞能力，且被人民稱為火焰倖存者。卻也受到滅絕的影響，最後親自拔出針刺失去燃燒白鑞的能力。
在最後經由沙賽德治好錫能者的傷害並成為了迷霧之子，成為新國家的領導者。
歪腳
暱稱腳歪掉的跛腳老人。
姓克萊登。
是燃燒紅銅的煙陣。他是鬼影的叔叔，將鬼影從原本的家庭中救出。
他是一個現實主義者，他總是毫不猶豫的把令人沮喪的事實不加修飾的說出來。
在陸沙德之役前，沙賽德曾向他說過一個叫達德拉達的宗教，因為歪腳熱愛藝術。
雖然他是懷疑論者，在他死之前終於接受達德拉達。
除了值得依賴的領軍才幹，也有鍾情於木工藝術這種感性的一面。
雖然他平常不苟言笑，但內心裡他是善良的。
在陸沙德圍城戰中被殺死。

塞特
塞特是西方的貴族。
最後帝國倒台後，塞特主導了西方統御區的控制權，以法德瑞司城做為根據地。
他的軍隊開赴到陸沙德，然後在《迷霧之子：永世英雄》中成為了依藍德的軍隊的將軍。
他的言行舉止雖然看起來是老粗霸道，卻有著細膩的心思以及勇於豪賭的氣概。

## 神
存留與滅絕是《迷霧之子》的世界「司卡德利亞」的神（或是力量）。
存留（英文：Preservation）
存留是古老的泰瑞司神祇之一，它的力量被一個黑髮矮胖大鼻子的男人雷拉斯持有。
魔法：鎔金術
存留提議要創造擁有自由意志的生命，但他需要滅絕的幫助。祂跟滅絕作了一個約定：創造世界後，滅絕可以將被允許毀滅一切的承諾。
在滅絕的幫助下，他們成功地創造了世界。
滅絕終於實現自己可以毀滅世界的約定。
不過，存留為了防止世界被破壞，而違背了其約定，存留犧牲了自己的意識，創建一所監獄「昇華之井」把滅絕囚禁，因此存留的生命變得奄奄一息。
滅絕（英文：Ruin）
滅絕是古老的泰瑞司神祇之一，它的力量被一個紅髮男人雅提持有。
魔法：血金術
祂擁有能夠巧妙地竄改寫在紙張上的文字與紅銅意識內的資訊（但無法改變刻在金屬的文字或人類的記憶。）以及掌握所有話語的能力。
存留為了阻止滅絕摧毀世界，而以犧牲自己的意識將滅絕囚禁在昇華之井內。
和諧（英文：Harmony）
和諧是新的泰瑞司神祇，同時擁有存留和滅絕兩種力量，目前它的力量被沙塞德持有。

## 世界觀
「司卡德利亞」（英文：Scadrial）為迷霧之子中的世界（或說星球）的名稱。
因「最後昇華」前（迷霧之子三部曲）與後（迷霧之子：執法鎔金系列）的世界差異極大，因此分為兩部分介紹：

### 最後帝國
故事發生的地區。也是故事中已知世界的最大範圍，為統御主在一千年前所建立，其名來自於統御主深信他的帝國永不垂朽。

#### 區域
中央統御區
最後帝國的首都就是位於中央統御區的陸沙德，也是統御主掌握權力的心臟中樞，統御主將祂的城堡命名克雷迪克·霄。
在統御主掌控世界前，陸沙德就如同新泰瑞司一樣都是多山的地型；為了掩埋舊泰瑞司與昇華之井的正確地點，統御主將山脈移去別的地方，並將山脈的新地點重新命名為泰瑞司。

北方統御區
鄔都位於北方統御區的交通要道，也是泛圖爾家族位於北方的根據地，統御主設立的第三個儲藏窟便位於此，專門儲藏水（地下水，因為其無灰燼汙染之優點）。
在崩解之後，一位自稱「公民」的司卡魁利恩統治此地，並且清除了貴族留下的遺跡，包括建築、工藝品等等奢侈品。
在以前，鄔都擁有相當寬闊且深的運河（可以輕鬆讓大船經過），然而由於統御主的考量，運河河水開始流失，當地人便將乾枯的河道作為街道，稱為「街溝」。
在依藍德一夥人在世界各地尋找儲藏窟時，鬼影被派遣於此，並與隨後前往協助的微風及沙賽德、葛拉道、奧瑞安妮一同致力於推翻公民。
這地區是第三部曲中的主要舞台之一。
西方統御區
法德瑞司城位於西方統御區的交通要道，雖然統御主下達除了陸沙德之外其它所有城市不可有城牆的命令，但法德瑞司城也因天險環繞，故極為易守難攻。當統御主統制世界之後，塞特就一直以法德瑞司城做為根據地。
在塞特之後，此地的宗教領袖亞拉單‧尤門乘機奪取統治權，並且保存貴族文化，如舞會等等。最後在滅絕領導下一支克羅斯軍隊的攻擊中與依藍德結盟。
泰瑞司統御區
泰瑞司統御區是整個帝國中最北邊的統御區，同時也是泰瑞司人的家鄉，氣候寒冷。
泰瑞司人於此地紮根，設立席諾德組織，致力於「守護者」的工作。
這裏的地形以山脈和高原為主。
在統御主昇華後，這裏是唯一一個獲保留原本名稱的統御區。
此外，這裏亦是歷史中記載中昇華之井的所在地。

#### 階級制度
貴族
在統御主昇華前支持他的人都成為了貴族。
統御主將鎔金術的能力作為禮物送給最初期的貴族，令他們都成為了鎔金術師。
但經過了一千年的不斷繁衍，其力量已被沖淡、稀釋。
這使得現今的鎔金術師的力量大不如前，遠遠弱於初期。
司卡
司卡是指在最後帝國中，除貴族以外的所有居民。
他們屬於帝國中的奴隸階級，多年來一直被貴族欺壓。
他們曾多次反抗或叛亂，卻鮮少成功。
在司卡之中偶爾也會出現一些迷霧人甚至迷霧之子，他們一定是屬於混血司卡，即混有貴族血統的司卡。

#### 宗教
最後帝國中以鋼鐵教廷為國教，並不允許其他宗教存在（實際上也被消滅殆盡）。
鋼鐵教廷
鋼鐵教廷是統御主的祭司組織，也是帝國的管理組織。奉統御主為神，並控制著帝國的社會與文化。有少數的鋼鐵審判者和大量的聖務官。
聖務官
隸屬於鋼鐵教廷，眼睛周圍有複雜刺青代表其身分，負責見證貴族間所有契約與交易，以及勘查貴族們是否有違法行為。同時是宗教人物、公務員、甚至間諜，是統御主用來鞏固帝國的有效工具。
受到統御主信任。
鋼鐵審判者
同樣隸屬於鋼鐵教廷，雙眼被粗鐵釘刺穿取代，眼中的世界皆由藍色金屬線構成，身材極為高大，擁有強大的鎔金術及體能，由統御主所造，負責執行判決和酷刑的非人兵器。:統御主在位期間，審判者直接執行他的命令。其主要職責是追擊司卡的迷霧人和迷霧之子，殺死他們，並通過血金術竊取他們的鎔金術。帝國崩解後，被滅絕控制，成為其傀儡。和聖務官為敵對，彼此仇視，曾竭盡全力找出泰維迪安（至上聖祭司）生下司卡──紋──的證據以推翻聖務官。
在紋攻入克雷迪克·霄的時候，沼澤殺死了除了他以外的所有審判者，控制了整個鋼鐵教廷。
弱點是上下的尖刺分開，也就是拔出肩胛骨的那根即死。凱西爾透過砍頭辦到。
倖存者教派
在推翻最後帝國後誕生的新宗教。
信奉凱西爾－倖存者為迷霧之主。稱紋為「倖存者繼承者」，沙塞德為「神聖的第一見證人」。並迅速獲得司卡的支持。
300年後依然為主流宗教之一。
其它宗教
根據守護者的資料，在最後帝國前期仍有至少五百六十二個不同的信仰。但到了後期，只剩下泰瑞司宗教依然倖存，其餘已全數被消滅。

#### 文化與科技
由於統御主極力反對任何形式的科技進步，因此即使最後帝國已經存在了一千年，科技程度依然和統御主昇華前沒太大變化。
統御主於最後帝國建立的前期，有效的消滅各地文化、泯除民族認同，以消匿反抗；採取極權統治，政教合一，實行階級制度；最大行政單位為「統御區」，由聖務官進行行政管理，審判者和警備隊負責鎮壓反抗。

#### 自然環境
境內遍布八座灰山，終日落灰，植物為黃褐色。白天由於落灰的影響因此日照不強，夜間時則濃霧瀰漫。北有山脈，南邊傍海，外圍有廣大的沙漠「炎地」。

這些環境實際上為統御主在剛昇華時，由於剛掌握力量而缺少正確的知識而造成。例如因為在調整星球軌道時錯誤使星球過於接近太陽，因此才會創造出終日噴出灰燼的灰山，以灰燼阻擋大部份陽光，防止星球表面因高溫而被焚燒；同時為了防止星球完全被灰燼淹沒，他亦創造出一種專門吃灰燼的微生物；亦使植物變成能在陽光不足和充滿灰燼的世界中，依然能夠生長的黃褐色植物；人類的外表雖然沒有變化，但內部構造亦改變成能在充滿灰燼的世界中生存。

這些不同的環境改變，已經在世界重生中被和諧所修正。

### 《迷霧之子：執法鎔金》中的世界
由於經歷過世界的重生，自然環境上已經變得和最後帝國建立前相似；科技進步至開始使用電力和汽車的程度，槍械亦很常見。
不變的是依然存在著鎔金術、藏金術、血金術（血金術被經歷過世界重生的人嚴格保密，在現今世界中是極少人知道的存在。）
後來發現有南方文明的存在。
主條目：迷霧之子：執法鎔金

## 金屬技藝
在迷霧之子的世界司卡德利亞中有三種使用金屬的技藝，分別為：鎔金術、藏金術與血金術。

### 鎔金術
故事中最為突出的能力。藉由攝入特定金屬，並能加以消化、吸收，以獲取特殊力量的技藝就稱為「鎔金術」；而能使用其之人便稱為「鎔金術師」。
按作者的定義，鎔金術為正值（end-postive），是授予的能力，使用者會從外在來源汲取力量，然後身體會把力量消化為不同能量，雖然汲取力量的過程中會消化金屬，但金屬並不是力量的來源，而是觸媒。

#### 鎔金技藝
鎔金術屬於「存留」的力量。
正確來說，是以特定金屬為觸媒，進而額外獲得相對應的特定力量。
鎔金術可由血脈繼承，並被不斷稀釋。鎔金力量一開始是潛藏的，必須經由「綻裂」後才會顯現。
綻裂是鎔金術師面對巨大衝擊（如：瀕死）而激活鎔金力量的過程。

#### 鎔金術師
在鎔金術師中，能燃燒全部鎔金金屬的人稱為迷霧之子；而只能燃燒單一一種鎔金金屬的則稱為迷霧人；另外並不存在無法燃燒全部鎔金金屬，卻能燃燒復數種類以上金屬的鎔金術師。不是只能燃燒一種，就是能燃燒全部。
迷霧之子（mistborn）
能燃燒全部鎔金金屬的鎔金術師，十分罕見。
迷霧人（misting）
只能燃燒一種鎔金金屬的鎔金術師，較常見。根據所燃燒金屬的不同而有不同的名銜，整理如下：
| 所燃燒金屬  | 迷霧人名銜     | 所燃燒金屬         | 迷霧人名銜                   |
| 鐵 Iron     | 扯手 Lurcher   | 鋼 Steel           | 射幣 Coinshot                |
| 錫 Tin      | 錫眼 Tineye    | 白镴 Pewter        | 白鑞臂、打手 Pewterarm, Thug |
| 黃銅 Brass  | 安撫者 Soother | 鋅 Zinc            | 煽動者 Rioter                |
| 青銅 Bronze | 搜尋者 Seeker  | 紅銅 Coppr         | 煙陣 Smoker                  |
| 金 Gold     | 命師Augur      | 電金 Electrum      | 預言師Oracle                 |
| 鎘 cadmium  | 脈動Pulser     | 彎管合金 Bendalloy | 滑行Slider                   |
| 鉻 chromium | 水蛭Leecher    | 鎳鉻 Nicrosil      | 鎳爆Nicroburst（Nicro）      |
| 鋁 Aluminum | 鋁蟲Gant       | 硬鋁 Duralumin     | 硬鋁蟲Gant                   |
| 天金 Atium  | 先知Seer       | 脈天金 Malatium    |                              |

### 藏金術
按作者的定義，藏金術為平值（end-neutral），該力量並不是從外界得到，亦不會消失，藉由平常在金屬中儲存力量，在有需要時釋放的技術。 以特定金屬為媒介，不會吞食金屬，儲存特定的力量。過程中沒有力量的散失或獲得，而是如同時空轉移一般把今天力量留到他日有需要時才拿出來用，影響範圍可分為肢體（Physical），意識（Cognitive）和靈魂（Spirtual）。

#### 藏金技藝
藏金術是三種金屬技藝中的平衡，如同鎔金術，可透過遺傳來繼承。藏金術在儲存時，須碰觸金屬，將力量灌入，過程中該能力會下降，下降程度和儲存速度成正比。不同的能力要以不同的金屬為容器，用來儲存的金屬稱為「金屬意識」，而藏金術師只能使用自身創造的金屬意識。

#### 藏金術師
藏金術師大多是泰瑞司人。在統御主的統御時期所推行的「育種計劃」中，泰瑞司男性出生後不久就要被閹割，令此力量現今幾乎絕跡。活躍於地下泰瑞司組織「守護者」中。守護者是泰瑞司人為了保存被統御主消滅的文化、知識與歷史而創立的秘密組織。

在《迷霧之子番外篇：執法鎔金》的故事中，藏金術師已和一般人通婚，但得血脈被稀釋，出現如同鎔金術師的情況，大部分藏金術師都只能使用其中一種藏金術。其名銜如下：
| 所使用金屬  | 藏金術師名銜      | 所使用金屬         | 藏金術師名銜    |
| 鐵 Iron     | 掠影Skimmer       | 鋼 Steel           | 鋼奔Steelrunner |
| 錫 Tin      | 風語Windhisperper | 白镴 Pewter        | 蠻力Brute       |
| 黃銅 Brass  | 火靈Firesour      | 鋅 Zinc            | 星火Sparker     |
| 青銅 Bronze | 哨兵Sentry        | 紅銅 Coppr         | 庫藏Archivis    |
| 金 Gold     | 製血者Bloodmaker  | 電金 Electrum      | 頂峰Pinnacle    |
| 鎘 cadmium  | 喘息Gasper        | 彎管合金 Bendalloy | 吞蝕Subsumer    |
| 鉻 chromium | 旋轉Spinner       | 鎳鉻 Nicrosil      | 承魂Soulbearser |
| 鋁 Aluminum | 真我Trueself      | 硬鋁 Duralumin     | 聯繫Connecte    |

### 雙生師
能同使用鎔金術和藏金術的金屬技藝使用者，於《迷霧之子：執法鎔金》中出現，如果鎔金術和藏金術所使用的金屬一致的話，將獲得強大的力量，迷霧之子中的統御主就是能使用所有金屬的雙生師。

### 血金術
按作者的定義，血金術為負值（end-negative），藉由將特定金屬刺穿人體，進行能力或特質轉移的技術，主要和靈魂界有關，不同於鎔金術和藏金術，不會受血脈影響，但鎔金術師使用後能力會得到提升。

#### 血金技藝
屬於「滅絕」的力量。
使用特定金屬的尖刺刺進身體，就可以強行奪走他人的能力，然後再經由刺入轉移到另一人身上。
奪取或獲得的力量的不同，除了與對應金屬有關，刺入位置亦有很大影響。因此血金術可說是三種金屬技藝中最精深的技巧，作者曾提及血金術的使用方式還有很大的開拓空間。
血金術對身體與精神都有相當大的影響， 一旦被血金術的金屬刺中，意識便可被情緒鎔金術或滅絕影響，受術者容易成為傀儡或是被逼瘋。
被刺的人若本身已經擁有轉移的能力，則會產生加乘效果，鋼鐵審判者之的各項能力之所以異常的強大都是受到血金術加持的結果。但血金術具有稀釋效應，同一根血金術的尖刺會隨著轉移次數，使能力逐漸下降。
統御主利用血金術，以人類為原料創造出三種生物:眼睛被金屬刺穿的鋼鐵審判者;自我意識缺乏的野獸戰士克羅斯;以及可以複製身體的坎得拉。

## 其他
迷霧之子的電影版權已售出。
迷霧之子即將改編電玩，故事設定在最後帝國的初期，遊戲類型是動作 RPG，玩者將可以扮演迷霧之子，使用各種酷炫的鎔金術，作者並親自擔綱編劇和所有對話的撰寫，本遊戲預計 2013 年上市。目前已取消。